# Raised by Another (Lost)
Raised by Another este un episod al serialului de televiziune Lost, sezonul 1.